# 土曜の目覚めはどき生てれび
『土曜の目覚めはどき生てれび』（どようのめざめはどきなまてれび）は、山口朝日放送（yab）で放送されていた情報番組。通称『どき生てれび』。
本項目では実質的な後継番組である『どき生らいぶ』、『YOU!どきっ』についても記す。

## 概要
2015年4月11日放送開始。2015年3月28日で終了した『どきどきマルシェ』の後続番組として立ち上げられた番組で、「“やまぐち”の週末に“どきどき”な情報を!」をコンセプトに、山口県内各所のイベント情報などを織り込みながら放送する。前番組の『どきどきマルシェ』と異なり、放送枠が60分となり、進行役に外部タレントを起用していた。
2018年4月7日放送分から、土曜朝に放送していたレノファ山口FC応援プログラム『みんなのレノファ』（9:30-9:40）を内包し、番組全体の放送枠を30分拡大。「山口を愛し! 山口を楽しみ! 山口を笑う!」をキャッチコピーに追加。
2020年9月26日の放送をもって5年半の番組の歴史を閉じた。後番組はテレビ朝日制作の『週刊ニュースリーダー』の同時ネットで、『あさナビ』終了から7年半ぶりにテレビ朝日制作の番組に復帰する。

### みんなのレノファ
『みんなのレノファ』は元々レノファ山口FCがJリーグに参入した2015年から月1回、土曜午前の15分番組として放送開始したもので、2016年から毎週土曜日放送のレギュラー番組となったものだが、『どき生てれび』のプロデューサーである十川賢次の「ホームスタジアムをオレンジで埋め、地元・山口にサッカー文化を根付かせたい」との思いから、「サッカーに興味のない人、年配の方々にも見てもらい、レノファサポーターを増やす」ことを目的に、敢えて「情報番組の1コーナー」に“格下げ”したものである。独立した番組であった名残として番組全体とは別にこのコーナーのみ別スポンサーがついている。
当番組に内包されて以降、放送時間が20 - 30分と実質的に長くなり、以下のような新たな「コーナー内企画」が立ち上げられている（不定期）
戦術企画
サッカー解説者がマニアックな内容を易しく説明する。
2017年からDAZN配信のJリーグ中継の制作をyabが請け負うことになり、中継担当の解説者をついでに番組のゲストに呼ぶようになったがきっかけであるという。
みんレノ講座
コーナー担当の楢崎瑞がさほどサッカーに詳しくなかった（「ビルドアップ」という言葉すら知らなかったという）ことから、楢崎の肝いりで始めたコーナー。
「ボスマン判決（サッカーの移籍ルール）」「Jリーグ中継スタッフの着用するビブスの違い」など、サッカー・Jリーグに関する疑問を扱う。
one way
選手の内面に迫るインタビュー企画。
なお、『みんなのレノファ』は、『どき生てれび』内のコーナー名であると共に、夕方のニュース番組『Jチャンやまぐち』内のレノファ山口FC情報コーナー名である。

### もちまき情報
山口県ではイベントで餅まきが行われることが多く、週末にどのイベントで餅まきが行われるかを紹介するコーナーが存在する。コーナー内BGMは北島三郎の「まつり」。

## 放送時間
全米オープンゴルフ（毎年6月）、全米女子オープンゴルフ（毎年7月）等のスポーツ中継で休止となることがある。
| 期間          | 期間          | 放送時間         | 備考                                               |
| ------------- | ------------- | ---------------- | -------------------------------------------------- |
| 2015年4月11日 | 2018年3月31日 | 土曜 7:00 - 8:00 |                                                    |
| 2018年4月7日  | 2020年3月28日 | 土曜 6:30 - 8:00 |                                                    |
| 2020年4月5日  | 2020年9月26日 | 土曜 6:30 - 8:00 | 別途、再放送を日曜 1:40 - 3:10（土曜深夜）に実施。 |

※2016年4月16日は、同日未明に発生した平成28年熊本地震（本震）関連の『ANN報道特別番組 熊本県で震度6強』が編成されたため、急遽放送休止になった。

## 出演者
進行役
- 山田としあき
- 大和良子
- 具嶋柚月（当時yabアナウンサー、2019年10月5日 - ）

コーナー担当
- 楢崎瑞（当時yabアナウンサー、「チャンネルはそのままで」、みんなのレノファ担当）
- マニィ大橋（映画コメンテーター、「マニィ大橋のどき生映画」担当）
- えもとりえ（タレント、「生活向上研究室」「今日も健康! 幸せマス!」担当）
- 波田陽区（タレント、中継担当、2020年度から出演）

コメンテーター（いずれか1 - 2名が出演）
- 勝津正男（フリーアナウンサー）
- 室積光（俳優・作家、2018年度-）
- サッカー解説者（森崎浩司・中島浩司・幸谷秀巳・小林伸二・福田正博など。同じ週末にレノファ山口FCのホームゲームが開催される時に出演）

過去の出演者
- 山崎彩紗（進行役・当時yabアナウンサー、2018年3月31日まで出演）
- 大向美智子（コメンテーター・元プロレスラー）
- しの武（コメンテーター・おに絵作家。下関市議会議員転出に伴い活動休止）
- 上大岡トメ（コメンテーター・イラストレーター）
- ムーベ（タレント・ワタナベエンターテインメント九州事業本部所属、「生活向上研究室」等に不定期出演）
- 清水春名（進行役・yabアナウンサー、2019年9月28日まで出演）
- 高木正人（山口市湯田温泉「na no ha na」オーナーシェフ、「お家でシェフレシピ」担当）

## どき生らいぶ
『どき生らいぶ』は2020年10月3日より放送開始の情報番組。『どき生てれび』時代から放送枠を3時間後ろに移動し（リニューアル前の『みんなのレノファ』を放送していた枠で、かつて『ほっと土曜日』を放送していた枠）、放送時間も55分番組となったうえで、出演者も大幅に入れ替えとなった。
「らいぶ」を重視し、中継企画中心の番組構成となった一方で、「らいぶ」重視の観点とテレビ朝日系のネットワークセールス番組が入ることとなったため日曜早朝（土曜深夜）の再放送を取りやめとなった。
2023年9月30日の放送を持って3年間の番組の歴史を終え、『どき生てれび』から続いてきた土曜朝の情報番組が終了となった。なお、「みんなのレノファ」以外のコーナーは出演者も含めて平日16時台の帯番組『YOU!どきっ』（後述）に移行し、「みんなのレノファ」は夕方のニュース番組『Jチャンやまぐち』金曜日の企画コーナーに変更となる。一方自社制作としては山口県出身の松陰寺太勇を擁するぺこぱの県内ロケ番組『ぺこぱのぱこぺ』（土曜 9:30 - 10:00）と枠移動してくる『教えて先生! LIFE UP 学園』（土曜 10:00 - 10:30）で枠そのものは継続する（10月14日より。7日は「yabふれあいフェスタ～さあ!ポジティブ新時代～」の公開生放送）。

### 出演者
- 宮原睦実（yabアナウンサー、2022年4月2日 - ）
- 波田陽区（タレント）
- 八谷英樹（yabアナウンサー、2023年4月1日 - ）
- えもとりえ（タレント、2022年4月2日 - ）
- 山瀬理恵子（料理研究家、2022年4月2日 - ）
- 橋本桃呼（高嶺のなでしこ・元ラストアイドル[注 1]、2022年4月23日 - ）
- 坪井慶介（元プロサッカー選手、不定期出演）

### 過去の出演者
- 具嶋柚月（当時yabアナウンサー、- 2022年3月26日）
- 篠田愛純（当時yabアナウンサー、- 2022年3月26日）
- マニィ大橋（映画コメンテーター、- 2022年3月26日）
- 楢崎瑞（当時yabアナウンサー、- 2023年3月25日）

## YOU!どきっ
『YOU!どきっ』は2023年10月2日より放送開始の情報番組。『どき生らいぶ』時代から放送枠を平日夕方に移動し、放送時間も48分番組となったうえで、出演者も大幅に入れ替えとなった。スタジオは『どき生らいぶ』のセットを再利用。
yabにおいて、放送開始以来、夕方ニュースワイドと夕方ワイド番組を融合した番組を制作していたが、2002年3月29日に『とれたてテレビYAB』が終了して以降、生活情報を主軸とした夕方ワイド番組は設定しておらず、2003年3月に『ステーションY』を立ち上げたことで「夕方ニュースワイド」は再開となったが、その後も生活情報を主軸とした情報番組は平日の夕方は避け、週末を中心に制作を続けてきたが、土曜午前中に放送された『どき生』シリーズを発展させる形で21年半ぶりに再開した。しかし他局との競合を避ける意味から16時台に放送している。
また、当番組がこれまでの『Jチャンやまぐち』の17時台の役割を受け継いだことから、『Jチャンやまぐち』は18時台のみとなり、17時台に差し替えていたパート（17:33 - 17:50）は東京から『スーパーJチャンネル』を受けている。 

### 放送時間
- 16:00 - 16:48（2023年10月2日 - 2024年3月29日）
- 15:55 - 16:48（2024年4月1日 - ）[7]

### 出演者
※2025年4月現在。表記のない者は、yabアナウンサー。
- 宮原睦実 - メインMC（全曜日に出演）
- 八谷英樹 - MC[注 3]
- 田中亨（2025年3月31日[8][注 4] - ）- MC[注 3]
- 浦俊哉（気象予報士）- 天気情報担当（全曜日に出演）
- 沖田総平 - 中継担当
- 安藤万結 - 中継担当
- 玉野初季 - 中継担当
- 宇都宮康汰 - 中継担当
- 波田陽区（お笑いタレント）- 月曜
- 杉本エミイ（スポーツタレント）- 月曜
- 大和良子 （『どき生てれび』時代の司会者 ）- 月曜[注 5]
- わだりえ（ローカルタレント）- 火曜
- 前畑静香[注 6]（フリーアナウンサー）- 火曜
- えもとりえ（ワタナベエンターテインメント九州事業本部所属タレント）- 水曜
- 津山奈穂子（ローカルタレント）- 水曜
- 山瀬理恵子（料理研究家）- 木曜
- 井内良仁 （山口大学教授）- 木曜
- 上田カテリーナ（「カテリーナ英会話教室」代表）- 金曜
- 田村覚志（線描画家）- 金曜
- 橋本桃呼（高嶺のなでしこ）- スペシャルゲスト（不定期出演）
- 坪井慶介（元プロサッカー選手）- スペシャルゲスト（不定期出演）。「つぼさんぽ」のコーナーを担当。

### 過去の出演者
- 中村萌音 - 中継担当。Jチャンやまぐちのキャスター就任のため、2025年3月19日放送回をもって降板[9]。
- 藤井裕生（2024年5月 - 2025年3月26日） - MC[注 7]。Jチャンやまぐちのキャスター就任のため、2025年3月26日放送回をもって降板[10]。